# Bletia purpurata
Bletia purpurata también conocida como Crybe rosea es una orquídea de hábito terrestre originaria de México hasta Centroamérica. 

## Descripción
Es una orquídea de gran tamaño, que prefiere clima cálido, es de hábito terrestre con cormos suborbiculares parcialmente enterrados que da lugar a 1 a 2 hojas apicales, lanceoladas, agudas y plegadas. Florece  en una inflorescencia basal, delgada y erguida de 45 cm de largo, con 3 a 6 flores de 2.5 cm de ancho que se levantan desde un pseudobulbo recién madurado con vainas basales. La floración se produce en el otoño.
Hay una gran variedad de colores en esta especie. Entre los más oscuros que se han encontrado están el tinto o morado muy intenso hasta el rosa pálido por lo que la hacen una planta vistosa. En su época de floración el labelo es más largo que el resto de la flor y puede ser de color diferente del resto de las piezas florales.

## Distribución y hábitat
Se distribuye por México, El Salvador, Guatemala, Honduras y Nicaragua entre los bosques de pinos en los acantilados protegidos en alturas de 1100 a 2100 metros.

## Taxonomía
Bletia purpurata fue descrita por A.Rich. & Galeotti y publicado en Annales des Sciences Naturelles; Botanique, sér. 3 3: 23. 1845.
Etimología
Ver: Bletia
purpurata: epíteto latino que significa "de color púrpura".
Sinonimia
- Arethusa tigridiifolia Lex. in P.de La Llave & J.M.de Lexarza, Nov. Veg. Descr. 2: 14 (1825), provisional synonym.
- Crybe rosea Lindl., Intr. Nat. Syst. Bot., ed. 2: 446 (1836).
- Arethusa rosea (Lindl.) Benth. ex Hemsl., Biol. Cent.-Amer., Bot. 3: 304 (1884), nom. illeg.
- Arethusa grandiflora S.Watson, Proc. Amer. Acad. Arts 26: 154 (1891).
- Bletia rosea (Lindl.) Dressler, Taxon 13: 248 (1964), nom. illeg.[4]